# Ur kärlekens språk
Ur kärlekens språk (en suec, La llengua de l'amor) és una pel·lícula sueca educativa d'educació sexual de 1969 dirigida per Torgny Wickman. Va ser un èxit internacional.
Va guanyar publicitat quan 30.000 persones es van reunir a Trafalgar Square, Londres per protestar contra una sala de cinema propera que la mostrava, un dels manifestants era el cantant pop Cliff Richard. Lord Longford i Raymond Blackburn van decidir seguir una qüestió de classificació de pornografia per la pel·lícula a la Tribunal d'Apel·lacions i va perdre l'escrit de mandamus contra el comissari de policia, que s'havia negat a intervenir en la British Board of Film Classification. Se sap que a la duana dels Estats Units havien confiscat còpies de la pel·lícula. Després d'aquests esdeveniments, es va comercialitzar com a pel·lícula d'explotació de "bata blanca", una pel·lícula pornogràfica disfressada de documental o pel·lícula científica.
La pel·lícula va tenir dues seqüeles, Mera ur kärlekens språk el 1970 i Kärlekens XYZ el 1971. El 1973 les tres pel·lícules es van editar juntes en una nova pel·lícula, Det bästa ur Kärlekens språk-filmerna ("El millor de les pel·lícules Language of Love").
Mera ur kärlekens språk (Més del llenguatge de l'amor) va tenir una taquilla igual d'èxit tot i que va tractar més sobre sexualitat i estils de vida alternatius i també amb persones amb discapacitat.
Els remakes de les dues primeres pel·lícules van aparèixer el 2004 (Kärlekens språk també conegut com Kärlekens språk 2000) i el 2009 (Mera ur kärlekens språk), ambdues dirigides per Anders Lennberg.
La pel·lícula incloïa visions de pantalla dividida de parelles fent sexe amb el Bolero de Ravel de música de fons.

## Repartiment
- Inge Hegeler
- Sten Hegeler
- Maj-Briht Bergström-Walan
- Sture Cullhed
- Barbro Hiort af Ornäs
- Stig Johanson
- Göthe Grefbo
- Gösta Krantz
- Julie Bernby
- Börje Nyberg
- Lennart Lindberg
- Margaretha Henriksson
- Conny Ling